# Río Verde de los Montes
Río Verde de los Montes es una vereda del municipio de Sonsón, Colombia. Toma su nombre del río que lo atraviesa, en una zona de clima frío y de una gran riqueza hídrica.

## Vías de comunicación
Se usa una carretera destapada durante 2 horas, y luego se caminan 8 horas por camino veredal, atravesando varios ríos.

## Economía
Fundamentalmente agrícola.

## Sitios de interés
Quebradas y ríos con cascadas. Gran variedad de fauna y flora.